# Rolf-Herbert Peters
Rolf-Herbert Peters (* 20. März 1961 in Warburg) ist ein deutscher Historiker, Journalist und Autor.

## Leben
Rolf-Herbert Peters studierte Mittlere und Neue Geschichte, Alte Geschichte und Philosophie an der Universität zu Köln. Als Abschluss erlangte er den Magister Artium. Seine beruflichen Stationen führten ihn zum Markt+Technik Verlag, zur RTL Group, Wirtschaftswoche, zum BIZZ Magazin, zu Capital und zum Stern. 2009 war er federführend an der Aufdeckung des Nürburgring-Skandals beteiligt. Er ist Autor im Ressort Politik (Hauptstadtbüro) und NRW-Korrespondent beim Magazin Stern. Außerdem ist er Kolumnist der „Stern-Ökobilanz“.
Peters ist Träger des Journalistenpreises Forum Mittelstand 2006, des Ergo Direkt Medienpreises 2010 und des 2. Helmut-Schmidt-Journalistenpreises 2012. Er ist verheiratet, hat zwei Söhne und lebt mit seiner Familie in Pulheim.

## Werke
- Die Puma-Story, Hanser Verlag 2007, ISBN 978-3-446-41144-9
- Rolf-Herbert Peters (Hrsg.): Ökobilanz: 77 Dinge des Alltags im Nachhaltigkeitscheck Penguin Verlag 2024, ISBN 978-3328111832